# 全国梅サミット
全国梅サミット（ぜんこくうめサミット）は、毎年梅の開花の時期に合わせ、梅を観光資源および名物としている自治体同士で交流を行うイベント。

## 開催された地域
- 第1回：1996年 - 静岡県熱海市
- 第2回：1997年 - 静岡県熱海市
- 第3回：1998年 - 茨城県水戸市
- 第4回：1999年 - 群馬県安中市
- 第5回：2000年 - 埼玉県越生町
- 第6回：2001年 - 熊本県人吉市
- 第7回：2002年 - 東京都青梅市
- 第8回：2003年 - 和歌山県田辺市
- 第9回：2004年 - 神奈川県小田原市
- 第10回：2005年 - 佐賀県武雄市
- 第11回：2006年2月23日 - 神奈川県湯河原町
- 第12回：2007年 - 和歌山県みなべ町
- 第13回：2008年 - 愛知県知多市
- 第14回：2009年 - 静岡県熱海市
- 第15回：2010年 - 奈良県奈良市
- 第16回：2011年 - 茨城県水戸市
- 第17回：2012年 - 群馬県安中市
- 第18回：2013年 - 埼玉県越生町
- 第19回：2014年2月6日、2月7日 - 東京都青梅市（市内でウメ輪紋ウイルスによる被害が発生したための開催）
- 第20回：2015年2月6日、2月7日 - 神奈川県小田原市
- 第21回：2016年2月12日、2月13日 - 福岡県太宰府市
- 第22回：2017年2月17日、2月18日 - 神奈川県湯河原町
- 第23回：2018年2月16日、2月17日 - 和歌山県みなべ町[1]

## 2017年時点で加盟している自治体
- 和歌山県日高郡みなべ町
- 静岡県熱海市、伊豆市
- 東京都青梅市
- 奈良県奈良市
- 埼玉県越生町
- 神奈川県小田原市、湯河原町
- 福岡県太宰府市
- 愛知県知多市
- 茨城県水戸市
- 群馬県安中市
- 福井県若狭町

## 過去に加盟していた自治体
- 山口県岩国市
- 岐阜県岐阜市
- 熊本県人吉市
- 佐賀県武雄市
- 和歌山県田辺市

## 参考資料
- 第１９回全国梅サミット協議会 事業計画（案）